# 雲蝽
雲蝽（学名：Agonoscelis nubilis）为蝽科雲蝽屬下的一个种。